# Dieudonné Thiébault

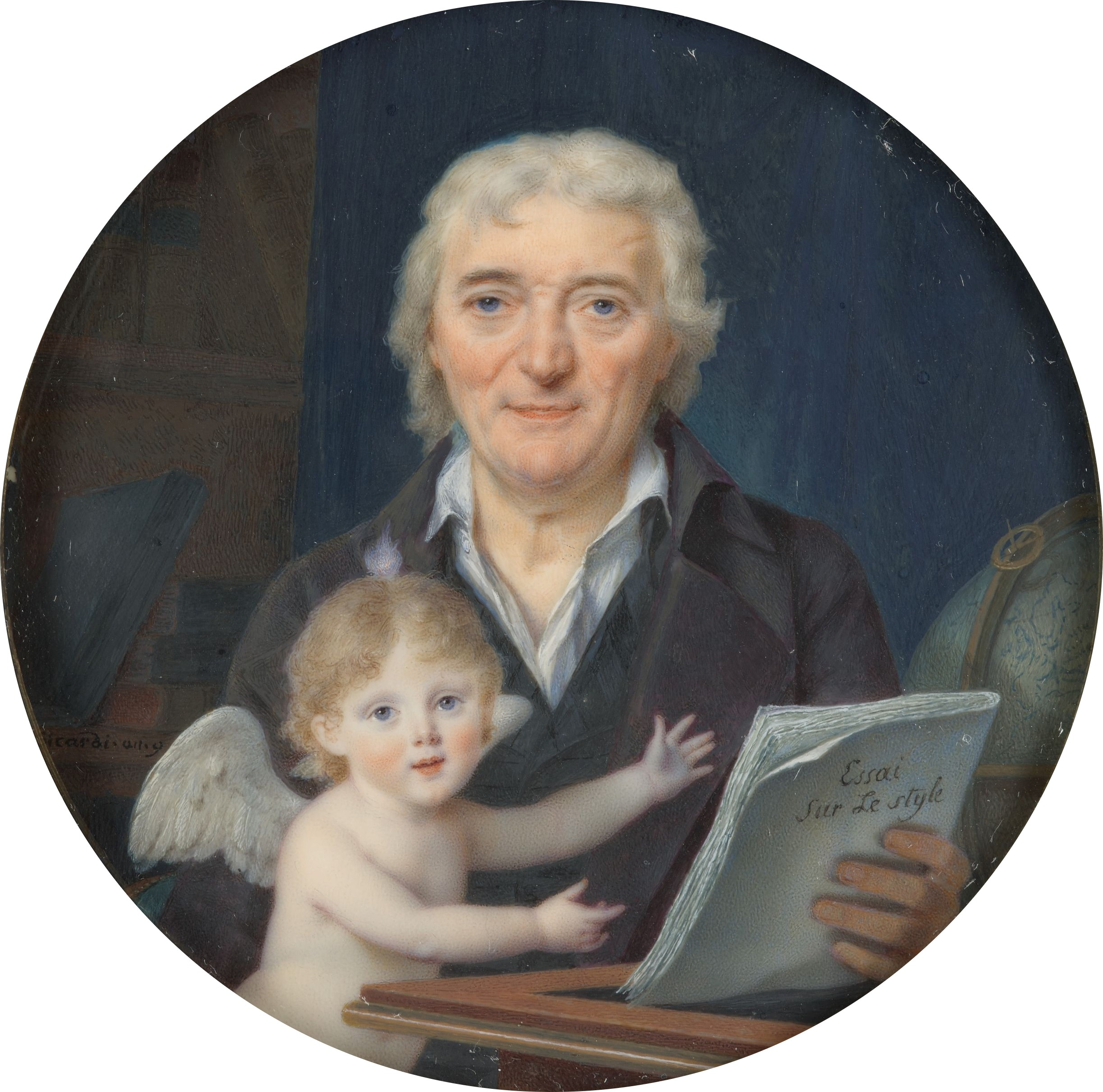
Porträt von Dieudonné Thiébault und seinem Enkel Adolphe, 1800–1801

Dieudonné Thiébault (* 26. Dezember 1733 in La Roche; † 5. Dezember 1807 in Versailles) wurde im Jahr 1765 als Professor für französische Grammatik nach Berlin berufen, um die Schriften Friedrichs II. zu korrigieren. Er musste versprechen, kein Deutsch zu lernen, um sein reines Französisch nicht zu verwässern. 20 Jahre blieb er am Hof und veröffentlichte 1804 in Paris seine Erinnerungen.

## Leben und Wirken
Im 1762 verließ er den jesuitischen Orden und begann mit dem Studium der Jurisprudenz. Er ging nach Paris. um sich als Literat zu betätigen. Er fand um das 1765 Kontakt zu bekannten Vordenker der französischen Aufklärung, Les philosophes des Lumières. Auf Empfehlung von Jean-Baptiste le Rond d’Alembert, der gute Kontakte zu Friedrich II. pflegte, und von Pierre-Joseph Thoulier d’Olivet (1682–1768) erhielt eine Professur für französische Grammatik an der Militärakademie in Berlin, Berliner Kriegsakademie. Zu seinen Aufgaben gehörte es ferner, die Werke von Friedrich II. zu korrigieren.
Während seines Aufenthaltes in Berlin lernte er Prinzessinnen und Prinzen, Gesandte aus Frankreich, Österreich, England und Russland und Mitglieder der Akademie der Wissenschaft kennen. Vor allem aber traf er mit Friedrich II. zusammen, immer wieder und immer in intensivem Gedankenaustausch.
Er unterrichtete auch Alexander Michailowitsch Belosselski, einen späteren russischen Diplomaten und Literaten.
1765 wurde er zum ordentlichen Mitglied der Preußischen Akademie der Wissenschaften gewählt, ab 1784 war er auswärtiges Mitglied.
Als Wissenschaftler analysierte Thiébault den Aufbau von Staat, Verwaltung, Auswärtigem Amt, von Post, Transport und Polizei. Und als Literat charakterisierte er treffend, einfühlsam, aber auch keine Frivolität auslassend die höfische Gesellschaft in Berlin und Europa.
1784 kehrte er nach Frankreich zurück, wo er in den letzten Jahren des Königtums den Posten eines Archivrates und Bibliothekars bekleidete. Mit seinen liberalen Ideen entkam er nur knapp der Guillotine. Er erlebte noch die Restauration und wurde Zeuge der erfolgreichen militärischen Laufbahn seines Sohnes Paul. Dieser wurde 1769 in Berlin geboren und dort teilweise aufgezogen.

## Werke (Auswahl)
- Apologie des jeunes ex-jésuites qui ont signé le serment prescript par arrêt du 6 février 1764. 1764,
- Discours sur la prononciation. Berlin, 1765
- Les adieux du duc de Bourgogne et de l’abbé de Fénelon ou Dialogues sur les différentes formes de gouvernement. 1772
- Essai synthétique sur l’origine et la formation des langues. 1774
- De l’enseignement dans les écoles centrales. 1796
- Traité Sur L’Esprit Public, Levrault u. a., Strasbourg, 1797/1798, (digital, Bayerische StaatsBib.).
- Traité du style, Lavillette, Paris, 1801

- Tome Premier, (digital, Bayerische StaatsBib.).
- Tome Second, (digital, Bayerische StaatsBib.).

- Grammaire philosophique, ou la métaphysique, la logique, et la grammaire, réunies en und seul corps de doctrine, Courcier, Paris, 1802

- Tome Premier, (digital, Bayerische StaatsBib.).
- Tome Second, (digital, Bayerische StaatsBib.).

- Principes de lecture et de prononciation. 1802
- Mes souvenirs de vingt ans de séjour a Berlin ou Fréderic le Grand, sa famille, sa cour, son gouvernement, son Académie, ses écoles, et ses amis littérateurs et philosophes[4], Buisson, Paris, 1805

- Frédéric le Grand, Tome Premier, (digital, Bayerische StaatsBib.).
- Frédéric et sa famille, Tome Second, (digital, Bayerische StaatsBib.).
- Frédéric, sa cour, les voyageurs et les ministres étrangers, Tome Troisieme, (digital, Bayerische StaatsBib.).
- Frédéric et son gouvernement civil et militaire, Tome Quatrieme, (digital, Bayerische StaatsBib.).
- Frédéric, son Académie, ses écoles et ses amis littérateurs et philosophes, Tome Cinquieme, (digital, Bayerische StaatsBib.).

## Porträt
- Stich von Lembert Jeune nach einer Zeichnung von Milaire, (online, Universität Trier)

## Weblink
- Artikel (p. 123 eingeben) im Grand dictionnaire universel du XIXe siècle   (Éditions Larousse)